# Лыков-Оболенский, Алексей Алексеевич
Князь Алексей Алексеевич Лыков-Оболенский († 1671/1673) — рында, голова, стольник  и воевода во времена правления  царя Алексея Михайловича.
Рюрикович в XXIII колене. Происходил из княжеского рода Лыковых-Оболенских, сын князя Алексея Фёдоровича и княгини Мавры Лыковых, двоюродный брат князя М. И. Лыкова-Оболенского.

## Биография
На обеде с датским королевичем Вальдемаром — "пить носил" (28 января 1644). При приёме Литовского гонца, был назначен рындой в белом платье (10 апреля 1650), вместе с князем А. И. Буйносовым-Ростовским, но бил челом, что ему с последним быть невместно, к чему примкнул и дядя его, князь И. Ф. Лыков — царь Алексей Михайлович дядю его велел посадить в тюрьму, а его указал "в подклете бить батоги думному дьяку Ивану Гавреневу за то, что он топора не взял и топор из рук уронил". В походе государя на поляков был головой у дворян в Государевом полку (1654-1655). Стольник, велено ему с 5-й дворянской сотней прибыть из Белозерска в Москву, для встречи грузинского царя Теймураза (апрель 1658). При встрече царя Теймураза был головой в сотне дворян, а за столом был одним из чашников (20 июня 1658). В приезд цесарских послов, на церемонии приема был головой у 4-й сотни (14 мая 1661), а при встрече английского посла — головой у сотни стряпчих (07 февраля 1664). Воевода в Астрахани (1663). Умер (между 1671 и 1673), вотчины его отданы дочерям Прасковье и Анастасии (1668).

## Семья
Женат на Дарье Фёдоровне Погожевой († 2.03.1693) и погребена в Москве в церкви Усекновения головы Иоанна Предтечи, что на Лубянке.
От этого брака было 3 дочери:
- Прасковья Алексеевна (около 1660—† до 1725) — замужем дважды:

1) за Иваном Кирилловичем Нарышкиным (1658—15.05.1682), братом царицы Натальи Кирилловны, бояриным и оружейничим, растерзанным стрельцами (с 01.10.1673);
2) за Василием Ивановичем Колычёвым, сосланным на Камчатку по делу царевича Алексея (с конца 1708). Детей не имела.
- Анастасия (Настасья) Алексеевна
- Мария Алексеевна (1672—16.10.1752) — замужем за князем Василием Юрьевичем Одоевским (1673—1752).